# Believe (bài hát của Cher)
"Believe" là một bài hát của nghệ sĩ thu âm người Mỹ Cher nằm trong album phòng thu thứ 23 cùng tên của bà (1998). Nó được phát hành ở hầu hết những quốc gia trên thế giới vào ngày 19 tháng 10 năm 1998 như là đĩa đơn đầu tiên trích từ album bởi Warner Bros Records. Bài hát được đồng viết lời bởi Brian Higgins, Stuart McLennen, Paul Barry, Steven Torch, Matthew Gray và Timothy Powell, mặc dù Cher khẳng định rằng bà cũng tham gia vào quá trình viết lời, trong khi phần sản xuất được đảm nhận bởi Mark Taylor và Brian Rawling. Được xem như bước chuyển hướng đáng kể trong sự nghiệp của Cher từ phong cách pop rock quen thuộc, "Believe" được ghi nhận là một trong những bản ghi âm thương mại đầu tiên sử dụng phần mềm xử lý âm thanh Auto-Tune để tạo hiệu ứng cho giọng hát của bà, và sau này được biết đến như là "hiệu ứng Cher". Đây là một bản dance-pop mang nội dung đề cập đến lời tâm sự của một cô gái sau khi kết thúc một mối tình đau đớn, trong đó cô khẳng định sự mạnh mẽ và độc lập của bản thân để vượt qua những khó khăn.
Sau khi phát hành, "Believe" nhận được những phản ứng tích cực từ các nhà phê bình âm nhạc, trong đó họ đánh giá cao quá trình sản xuất, giai điệu bắt tai và thân thiện với câu lạc bộ của nó, và gọi đây là một trong những thành tựu nổi bật trong sự nghiệp của Cher. Ngoài ra, bài hát còn gặt hái nhiều giải thưởng và đề cử tại những lễ trao giải lớn, bao gồm 3 đề cử giải Grammy cho Thu âm của năm, Thu âm nhạc dance xuất sắc nhất và Thu âm phối lại xuất sắc nhất, Phi cổ điển tại lễ trao giải thường niên lần thứ 42, và chiến thắng giải Thu âm nhạc dance xuất sắc nhất. "Believe" cũng tiếp nhận những thành công ngoài sức tưởng tượng về mặt thương mại với việc đứng đầu bảng xếp hạng ở hơn 23 quốc gia trên thế giới, bao gồm những thị trường lớn như Úc, Bỉ, Canada, Đan Mạch, Pháp, Đức, Ireland, Ý, Hà Lan, New Zealand, Na Uy, Tây Ban Nha, Thụy Điển và Vương quốc Anh, nơi nó trở thành đĩa đơn bán chạy nhất năm 1998 cũng như của một nghệ sĩ nữ. Tại Hoa Kỳ, nó đạt vị trí số một trên bảng xếp hạng Billboard Hot 100, trở thành đĩa đơn quán quân thứ tư của Cher và phá vỡ kỷ lục cho nghệ sĩ nữ lớn tuổi nhất đứng đầu bảng xếp hạng tại đây.
Video ca nhạc cho "Believe" được đạo diễn bởi Nigel Dick với bối cảnh ở một câu lạc bộ đêm, trong đó Cher hóa thân thành hai hình tượng khác nhau: một ca sĩ trình diễn trên sân khấu và một nhân vật siêu nhiên bị khóa trong một chiếc lồng. Để quảng bá bài hát, nữ ca sĩ đã trình diễn nó trên nhiều chương trình truyền hình và lễ trao giải lớn, bao gồm Late Show with David Letterman, Top Of The Pops, giải thưởng Âm nhạc Mỹ năm 1999, giải Brit năm 1999 và giải thưởng Âm nhạc Thế giới năm 1999, cũng như trong nhiều chuyến lưu diễn của cô. Được ghi nhận là bài hát trứ danh trong sự nghiệp của Cher, "Believe" đã thành công trong việc giúp khôi phục danh tiếng và củng cố vị trí của bà như là một biểu tượng văn hóa pop. Ngoài ra, nó còn được nhiều học giả chú ý qua việc Cher có thể tự làm mới bản thân giữa nền âm nhạc đang thống trị bởi teen pop lúc bấy giờ. Bài hát còn xuất hiện trong nhiều album tuyển tập của bà, như The Greatest Hits (1999), The Very Best of Cher (2003) và Gold (2005). Tính đến nay, "Believe" đã bán được 11 triệu bản trên toàn cầu, trở thành một trong những đĩa đơn bán chạy nhất mọi thời đại.

## Danh sách bài hát
| Đĩa CD tại Hoa Kỳ 1. "Believe" (bản album) – 3:59 2. "Believe" (Xenomania phối) – 4:20 Đĩa maxi tại Hoa Kỳ/Canada 1. "Believe" (bản album) – 3:59 2. "Believe" (Phat 'N' Phunky Club phối) – 7:42 3. "Believe" (Club 69 Phunk Club phối) – 8:44 4. "Believe" (Almighty Definitive phối) – 7:36 5. "Believe" (Xenomania Mad Tim and the Mekon Club phối) – 9:15 6. "Believe" (Club 69 Future Anthem phối) – 9:20 7. "Believe" (Grips Heartbroken phối) – 9:12 8. "Believe" (Club 69 Future Anthem Dub) – 7:33 9. "Believe" (Club 69 Phunk Dub) – 7:04 10. "Believe" (Phat 'N' Phunky 'After Luv' Dub) – 6:22 Đĩa CD tại Úc 1. "Believe" (bản album) – 3:59 2. "Believe" (Almighty Definitive phối) – 7:36 3. "Believe" (Xenomania Phối) – 4:20 Đĩa CD tại châu Âu/Anh quốc #1 1. "Believe" (bản album) – 4:01 2. "Believe" (Almighty Definitive phối) – 7:38 3. "Believe" (Xenomania phối) – 4:20 Đĩa CD tại châu Âu/Anh quốc #2 1. "Believe" (bản album) – 3:58 2. "Believe" (Grips Heartbroken phối) – 9:12 3. "Believe" (Club 69 Future phối) – 6:50 | Đĩa CD tại Đức 1. "Believe" (bản album) – 3:59 2. "Believe" (Grip's Heartbroken phối) – 9:12 Đĩa CD tại Nhật Bản 1. "Believe" (bản album) – 3:59 2. "Believe" (Almighty Definitive phối) – 7:36 3. "Believe" (Grip's Heartbroken phối) – 9:12 Đĩa CD tại Mexico 1. "Believe" (bản album) – 3:59 2. "Believe" (Almighty Definitive phối) – 7:36 3. "Believe" (Xenomania phối) – 4:20 Đĩa đơn cassette tại Hoa Kỳ/Anh quốc 1. "Believe" (bản album) – 3:59 2. "Believe" (Xenomania phối) – 4:20 Đĩa 7" tại Hoa Kỳ 1. "Believe" (bản album) – 3:59 2. "Believe" (Xenomania phối) – 4:20 Đĩa 12" tại Anh quốc 1. "Believe" (Almighty Definitive phối) – 7:36 2. "Believe" (Grip's Heartbroken phối) – 9:12 3. "Believe" (Club 69 Future Anthem phối) – 6:50 4. "Believe" (Club 69 Future Anthem Dub) – 7:33 |

## Xếp hạng
| Bảng xếp hạng (1998–99)               | Vị trí cao nhất |
| ------------------------------------- | --------------- |
| Úc (ARIA)                             | 1               |
| Áo (Ö3 Austria Top 40)                | 2               |
| Bỉ (Ultratop 50 Flanders)             | 1               |
| Bỉ (Ultratop 50 Wallonia)             | 1               |
| Canada (RPM)                          | 1               |
| Canada Adult Contemporary (RPM)       | 1               |
| Canada Dance/Urban (RPM)              | 1               |
| Đan Mạch (Tracklisten)                | 1               |
| Châu Âu (European Hot 100 Singles)    | 1               |
| Phần Lan (Suomen virallinen lista)    | 6               |
| Pháp (SNEP)                           | 1               |
| Đức (Official German Charts)          | 1               |
| Hy Lạp (IFPI)                         | 1               |
| Hungary (Mahasz)                      | 1               |
| Ireland (IRMA)                        | 1               |
| Ý (FIMI)                              | 1               |
| Hà Lan (Dutch Top 40)                 | 1               |
| Hà Lan (Single Top 100)               | 1               |
| New Zealand (Recorded Music NZ)       | 1               |
| Na Uy (VG-lista)                      | 1               |
| Scotland (OCC)                        | 1               |
| Tây Ban Nha (PROMUSICAE)              | 1               |
| Thụy Điển (Sverigetopplistan)         | 1               |
| Thụy Sĩ (Schweizer Hitparade)         | 1               |
| Anh Quốc (OCC)                        | 1               |
| Hoa Kỳ Billboard Hot 100              | 1               |
| Hoa Kỳ Adult Contemporary (Billboard) | 3               |
| Hoa Kỳ Adult Pop Airplay (Billboard)  | 5               |
| Hoa Kỳ Dance Club Songs (Billboard)   | 1               |
| Hoa Kỳ Pop Airplay (Billboard)        | 2               |
| Hoa Kỳ Rhythmic (Billboard)           | 17              |

| Bảng xếp hạng (1990-99)              | Vị trí cao nhất |
| ------------------------------------ | --------------- |
| France (SNEP)                        | 26              |
| Netherlands (Dutch Top 40)           | 17              |
| UK Singles (Official Charts Company) | 5               |
| US Billboard Hot 100                 | 31              |

| Bảng xếp hạng (1998)                 | Vị trí |
| ------------------------------------ | ------ |
| Australia (ARIA)                     | 43     |
| Austria (Ö3 Austria Top 40)          | 16     |
| Belgium (Ultratop 50 Flanders)       | 4      |
| Belgium (Ultratop 50 Wallonia)       | 19     |
| Finland (Suomen virallinen lista)    | 35     |
| France (SNEP)                        | 24     |
| Germany (Official German Charts)     | 13     |
| Netherlands (Dutch Top 40)           | 82     |
| Netherlands (Single Top 100)         | 53     |
| Norway Autumn Period (VG-lista)      | 4      |
| Sweden (Sverigetopplistan)           | 6      |
| Switzerland (Schweizer Hitparade)    | 18     |
| UK Singles (Official Charts Company) | 1      |
| Bảng xếp hạng (1999)                 | Vị trí |
| Australia (ARIA)                     | 6      |
| Austria (Ö3 Austria Top 40)          | 21     |
| Belgium (Ultratop 50 Flanders)       | 48     |
| Belgium (Ultratop 50 Wallonia)       | 25     |
| Canada (RPM)                         | 13     |
| Canada Adult Contemporary (RPM)      | 4      |
| Canada Dance/Urban (RPM)             | 9      |
| Europe (European Hot 100 Singles)    | 4      |
| France (SNEP)                        | 13     |
| Germany (Official German Charts)     | 16     |
| Italy (FIMI)                         | 2      |
| Japan (Tokyo Hot 100)                | 6      |
| Netherlands (Dutch Top 40)           | 9      |
| Netherlands (Single Top 100)         | 7      |
| Norway Winter Period (VG-lista)      | 6      |
| Sweden (Sverigetopplistan)           | 52     |
| Switzerland (Schweizer Hitparade)    | 8      |
| UK Singles (Official Charts Company) | 124    |
| US Billboard Hot 100                 | 1      |
| US Adult Contemporary (Billboard)    | 9      |
| US Adult Top 40 (Billboard)          | 18     |
| US Dance Club Songs (Billboard)      | 1      |

| Bảng xếp hạng                        | Vị trí |
| ------------------------------------ | ------ |
| UK Singles (Official Charts Company) | 27     |
| US Billboard Hot 100                 | 379    |

## Chứng nhận
</ref>}}
| Quốc gia | Chứng nhận  | Số đơn vị/doanh số chứng nhận         |
| --- | ----------- | ------------------------------------- |
| Úc (ARIA) | 3× Bạch kim | 210.000^                              |
| Áo (IFPI Áo) | Bạch kim    | 50.000*                               |
| Bỉ (BEA) | 3× Bạch kim | 150.000*                              |
| Pháp (SNEP) | Kim cương   | 764,000                               |
| Đức (BVMI) | 5× Vàng     | 1.250.000^                            |
| Hà Lan (NVPI) | Bạch kim    | 75.000^                               |
| New Zealand (RMNZ) | Vàng        | 5.000*                                |
| Na Uy (IFPI) | 2× Bạch kim | 0*                                    |
| Thụy Điển (GLF) | 3× Bạch kim | 90.000^                               |
| Thụy Sĩ (IFPI) | Bạch kim    | 50.000^                               |
| Anh Quốc (BPI) | 3× Bạch kim | 2,040,000                             |
| Hoa Kỳ (RIAA) | Bạch kim    | 1,800,000 (Đĩa cứng)375,000 (Nhạc số) |
| * Chứng nhận dựa theo doanh số tiêu thụ. ^ Chứng nhận dựa theo doanh số nhập hàng. ‡ Chứng nhận dựa theo doanh số tiêu thụ và phát trực tuyến. |             |                                       |